# Ropucha Blomberga
Ropucha Blomberga (Rhaebo blombergi) – gatunek płaza bezogonowego z rodziny ropuchowatych (Bufonidae), której jest największym przedstawicielem; osiąga nawet 25 cm długości i waży przeciętnie 1 kg; aktywna jest o zmierzchu i nocą; dzień przesypia zakopana w mule. Gatunek został odkryty w 1950 roku przez szwedzkiego podróżnika Rolfa Blomberga, a opisali go rok później George Sprague Myers i John W. Funkhouser.

## Opis
Górna część ciała ma barwę czerwonobrązową; boki ciemnobrązową, a niekiedy czarną; brzuch ma biały, często z ciemniejszymi plamami; samiec jest mniejszy od samicy.

## Występowanie
Ropucha ta zamieszkuje północny zachód Ameryki Południowej, a dokładniej lasy deszczowe w południowo-zachodniej Kolumbii i północno-zachodnim Ekwadorze, po zachodniej stronie Andów. Występuje w przedziale wysokości 200–1050 m n.p.m.

## Zachowania godowe i rozmnażanie
Podczas pory godowej na pierwszym palcu przednich kończyn u samca pojawiają się ciemnobrązowe modzele; samce nawołują również samice charakterystycznymi odgłosami przypominającymi „kwaczenie”.
Składany do wody skrzek ma postać bardzo długiego sznura, który może liczyć nawet 15 000 jaj.

## Status zagrożenia
W Czerwonej księdze gatunków zagrożonych IUCN ropucha Blomberga od 2023 roku klasyfikowana jest jako gatunek krytycznie zagrożony (CR, ang. Critically Endangered); wcześniej, od 2004 roku uznawano ją za gatunek bliski zagrożenia (NT, Near Threatened). Liczebność tego płaza gwałtowanie spada.